# Stazione di Finale Emilia
La stazione di Finale Emilia è stata la stazione ferroviaria terminale della diramazione Cavezzo-Finale Emilia della ferrovia Modena-Mirandola.
La stazione, che serviva l'abitato di Finale Emilia, era gestita dalla Società Emiliana di Ferrovie Tranvie ed Automobili (SEFTA).